# NS5B
Неструктурный белок 5B (NS5B) — белок вируса гепатита С (ВГС). 
Представляет собой РНК-полимеразу, его ключевая функция репликация вирусной РНК из вирусной РНК положительный нити в качестве шаблона, чтобы катализировать полимеризацию rNTP во время репликации РНК.
Несколько кристаллических структур NS5B полимеразы в нескольких кристаллических форм были определены на основе консенсуса последовательности БК (ВГС-БК Генотип 1).
Структура напоминает правую руку формы с  ладонью и пальцами,
в окружение активного центра, уникального для NS5B, содержащихся в ладони структуры белка.

## Препараты, направленные на NS5B
Несколько препаратов на рынке или на различных этапах исследования целевой NS5B в качестве средства предотвращения дальнейшего вирусной РНК репликации и, следовательно, лечения или лечения ВГС:
- Beclabuvir, в настоящее время в клинических испытаниях
- Дасабувир (Viekira Pak), ненуклеозидные ингибиторы/нуклеотидных аналогов, одобрен FDA в декабре 2014 года (только в сочетании с омбитасвиром, паритапревиром и ритонавиром)
- Deleobuvir[англ.], развитие прекращается
- Filibuvir[англ.], развитие прекращается
- Radalbuvir[англ.], в настоящее время в клинических испытаниях
- Setrobuvir[англ.], развитие прекращается
- Софосбувир нуклеотидный аналог, одобренный FDA в декабре 2013 года (Sovaldi; Harvoni (комбинация с ледипасвир)).